# Saint-Haon-le-Châtel
Saint-Haon-le-Châtel – miejscowość i gmina we Francji, w regionie Owernia-Rodan-Alpy, w departamencie Loara.
Według danych na rok 1990 gminę zamieszkiwało 535 osób, a gęstość zaludnienia wynosiła 615 osób/km² (wśród 2880 gmin regionu Rodan-Alpy Saint-Haon-le-Châtel plasuje się na 1114. miejscu pod względem liczby ludności, natomiast pod względem powierzchni na miejscu 1715).

## Zabytki
- Kościół Saint-Eustache w Saint-Haon-le-Châtel
- Dom z zegarem słonecznym w Saint-Haon-le-Châtel
- Dom Pelletier w Saint-Haon-le-Châtel